# Єпіфанов Владислав Миколайович
Владислав Миколайович Єпіфанов (8 червня 1999, Сміла, Черкаська область, Україна) — український спортсмен, виступає у параканое. Чемпіон літніх Паралімпійських ігор 2024 року в Парижі. Заслужений майстер спорту України.

## Життєпис
Навчається в ННІ фізичної культури, спорту та здоров'я Черкаського національного університету імені Богдана Хмельницького.

## Спортивна діяльність
Представляє Черкаську область.
Бронзовий призер Чемпіонату світу 2021 року, срібний призер Чемпіонату світу та Чемпіонату Європи 2022 року, чемпіон Кубку світу 2022 року, чемпіон світу та Європи 2023 року, срібний призер Кубку світу 2023 року, чемпіон світу та Європи 2024 року.
На Літніх паралімпійських іграх 2024 року в Парижі виборов золото у веслуванні на байдарках та каное у ва'а-одиночці у класі VL3.

## Нагороди
- Орден «За заслуги» III ст. (18 вересня 2024) — за досягнення високих спортивних результатів на XVII літніх Паралімпійських іграх у місті Парижі (Французька Республіка), виявлені самовідданість та волю до перемоги, утвердження міжнародного авторитету України[3]
- Звання «Почесний громадянин міста Сміла» (25 вересня 2024) — за сумлінну працю, силу волі та незламність духу, популяризацію здорового способу життя, високі досягнення та відданість спорту, піднесення слави міста Сміла, Черкащини та України у світі[4]